# Distretto di Hotont
Il distretto di Hotont è uno dei diciannove distretti (sum) in cui è suddivisa la provincia dell'Arhangaj, in Mongolia. Conta una popolazione di 4.440 abitanti (censimento 2009).